# The Comeback
The Comeback è una serie televisiva statunitense.

## Trama
L'attrice Valerie Cherish diventa la protagonista di un reality show, che racconta il tentativo di rilanciare la sua carriera nel mondo dello spettacolo, con il ruolo in una situation comedy.

## Episodi
| Stagione         | Episodi | Prima TV originale | Prima TV Italia |
| ---------------- | ------- | ------------------ | --------------- |
| Prima stagione   | 13      | 2005               | 2007            |
| Seconda stagione | 8       | 2014               | 2015            |

## Personaggi e interpreti
- Valerie Cherish (stagione 1-in corso), interpretata da Lisa Kudrow, doppiata da Laura Boccanera (stagione 1) e Rachele Paolelli (stagione 2).
- Jane (stagione 1-in corso), interpretata da Laura Silverman, doppiata da Deborah Ciccorelli (stagione 1) e Emanuela Damasio (stagione 2).
- Mark Berman (stagione 1-in corso), interpretato da Damian Young, doppiato da Fabrizio Pucci.
- Mickey Deane (stagione 1-in corso), interpretato da Robert Michael Morris, doppiato da Giovanni Petrucci.
- Paulie G (stagione 1-in corso), interpretato da Lance Barber, doppiato da Andrea Lavagnino (stagione 1) e Francesco De Francesco (stagione 2).
- Tom Peterman (stagione 1-in corso), interpretato da Robert Bagnell, doppiato da Germano Basile.
- Juna Millken (stagione 1-in corso), interpretata da Malin Åkerman, doppiata da Perla Liberatori.

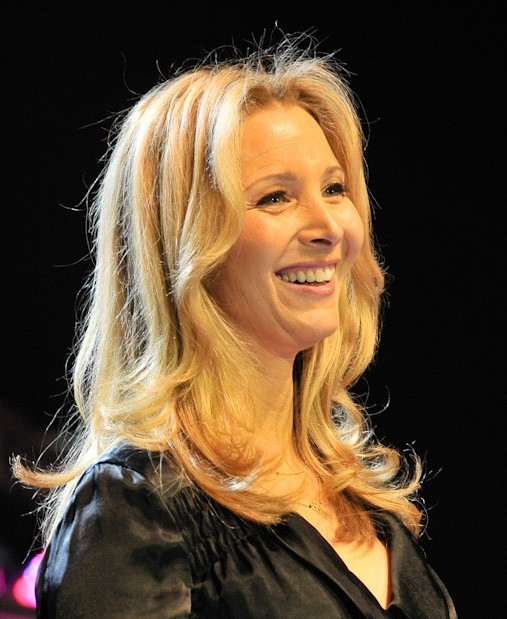
Lisa Kudrow
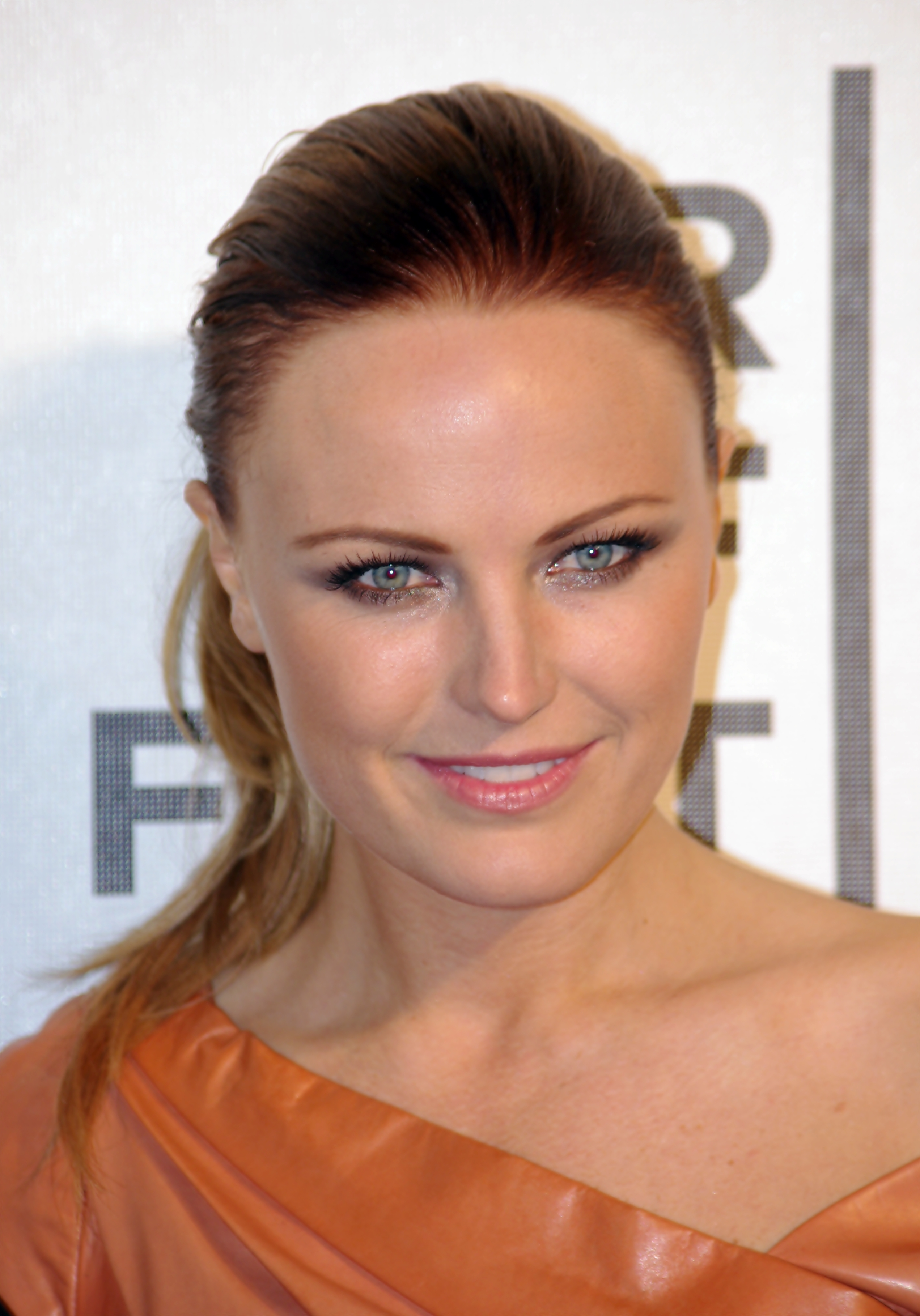
Malin Åkerman

## Produzione
Dal 5 giugno 2005 al 4 settembre dello stesso anno, HBO trasmette la prima stagione di questa serie TV, che è ambientata a Los Angeles e vede come protagonista Lisa Kudrow.
Nonostante l'apprezzamento di critica e pubblico, la serie è stata cancellata al termine della prima stagione. Nel 2014 è stata prodotta una seconda stagione composta da otto episodi. La serie è stata rinnovata per una terza stagione. Il 27 giugno 2025 è stato annunciato l'inizio della produzione della terza stagione che sarà trasmessa nel 2026.